# Petrolea
Petrolea je četrti studijski album slovenske alternativne rock skupine Siddharta, izdan leta 2006. Po sintetičnem zvoku albuma Rh- so se s pristopom do Petrolee vrnili k "prvotnemu", kitarskemu pristopu.

## Seznam pesmi
Vse pesmi je napisal in uglasbil Tomi Meglič, razen kjer je posebej navedeno.
| Št.             | Naslov          | Besedilo                       | Glasba          | Dolžina |
| --------------- | --------------- | ------------------------------ | --------------- | ------- |
| 1.              | „Ohm‟           |                                | Jani Hace       | 4:14    |
| 2.              | „Domine‟        |                                | Hace            | 4:29    |
| 3.              | „Il a modras‟   |                                |                 | 4:48    |
| 4.              | „Mr. Q‟         |                                | T. Meglič, Hace | 3:55    |
| 5.              | „Neznano‟       |                                |                 | 5:07    |
| 6.              | „Homo Carnula‟  |                                |                 | 4:18    |
| 7.              | „Plastika‟      |                                |                 | 3:58    |
| 8.              | „Tria‟          |                                | Hace            | 4:20    |
| 9.              | „Disco Deluxe‟  |                                |                 | 4:04    |
| 10.             | „Brezokoff‟     |                                |                 | 4:03    |
| 11.             | „Gnan‟          | Tomaž Okroglič Rous, T. Meglič | Okroglič Rous   | 3:44    |
| 12.             | „Male roke‟     |                                |                 | 3:05    |
| Skupna dolžina: | Skupna dolžina: | Skupna dolžina:                | Skupna dolžina: | 50:05   |

## Zasedba

### Siddharta
- Tomi Meglič – vokal, kitara
- Primož Benko – kitara
- Boštjan Meglič – bobni, tolkala
- Cene Resnik – saksofon
- Jani Hace – bas kitara, tolkala
- Tomaž Okroglič Rous – klaviature, programiranje

### Dodatni glasbeniki
- Tibor Kerekeš – trobenta na »Gnan«[8]
- Mešani pevski zbor Pomlad – spremljevalni vokali na »Neznano« in »Brezokoff«